# Сункар (спецподразделение)
Сункар (каз. Сұңқар — «Сокол») — формирование специального назначения в структуре МВД Казахстана. Созданo 11 мая 1998 года. Напрямую подчинено министру внутренних дел Казахстана.

## История
Подразделение «Сункар» образовано в 1998 году.
4 апреля 2011 года спецподразделение участвовало в задержании трёх преступников — Кадыра Кадырова, Рузимбая Ишимбетова и Абдулмансура Ниязова, укрывшихся в квартире в доме № 12 в третьем микрорайоне Алматы. Когда Ишимбетов и Ниязов были задержаны, то подорвали спрятанные в рукавах гранаты, взорвав себя и покалечив ряд бойцов. 11 оперативников «Сункара» были ранены (в том числе шесть тяжело, некоторые из них остались пожизненно инвалидами. Восемь бойцов были награждены орденом «Айбын» II степени, еще четверо бойцов — медалями «Ерлігі үшін» (двое оперативников получили награды в больнице).
9 июля 2011 года бойцы «Сункара» участвовали в операции по задержанию террористов, напавших 1 июля в посёлке Шубарши Актюбинской области на опорный пункт полиции и застреливших бойца спецподразделения «Арлан» областного ДВД Руслана Жолдыбаева. В ходе этой операции, проходившей в соседнем селе Кенкияк, погиб один боец «Сункара».
С 1 по 5 августа 2016 года на базе тактического полигона специального назначения «Южный» cлужбы «Арыстан» КНБ РК прошли международные соревнования снайперских пар специальных подразделений «Мерген-2016», в которых участвовало две команды от «Сункара».
В феврале 2023 года на международных соревнованиях спецподразделений SWAT Challenge в Дубае (ОАЭ) команда спецназа «Сункар» заняла 38-е место в общем зачёте.
Спустя два года, в феврале 2025 года «Сункар» более успешно выступил на этих же международных соревнованиях: бойцы спецподразделения МВД выиграли первый этап соревнований, сумев за 1 минуту 34 секунды преодолеть полосу препятствий, поразить цели и освободить условных заложников. В общем зачёте «Сункар» занял 2-е место, уступив только команде спецназовцев Китая.

## Назначение
Основными боевыми задачами подразделения является:
- Захват и уничтожение особо опасных вооруженных преступников, террористических и бандитских формирований в условиях городской местности и в условиях сопровождения на трассе.
- Проведение специальных операций по освобождению заложников и объектов, имеющих важное стратегическое значение для страны.

В 2003 году на коллегии МВД РК было решено использовать «Сункар» исключительно для выполнения наиболее сложных и рискованных заданий, которые могут повлечь значительные потери личного состава и жертвы среди населения, в отличие от подразделения «Арлан», которое предназначается для повседневной работы.
Функции отряда «Сункар» схожи с функциями российских спецподразделений наподобие «Витязя».

## Организационная структура
Штаб-квартира находится в Астане, имеется 5 региональных отделений по всему Казахстану. Система подготовки во многом похожа на российские подразделения спецназа внутренних войск МВД РФ «Витязь» вплоть до экзаменов на получение краповых беретов. Структурно подразделение представляет собой роту специального назначения общей численностью чуть более 100 человек. В 2004 году подразделением командовал полковник А. Юрьев.